# 클리닝 업
《클리닝 업》은 2022년 6월 4일부터 2022년 7월 24일까지 방영된 JTBC 토일 드라마다.

## 기획의도
우연히 듣게 된 내부자거래 정보로 주식 전쟁에 뛰어든 증권사 미화원 언니들의 예측불허 인생 상한가 도전기

## 제작진

### 극본
- 최경미 : ( SBS 드라마스페셜 《리턴》(집필) 등 집필 )

### 연출
- 윤성식 : ( KBS2 드라마스페셜 《계룡산 부용이》(연출), KBS2 월화 미니시리즈 《연애결혼》(프로듀서), KBS2 수목 미니시리즈 《남자이야기》(공동연출), KBS2 드라마스페셜 《여름이야기》(연출), KBS2 드라마스페셜 《어서 말을 해》(연출), KBS2 월화 미니시리즈 《강력반》(프로듀서), KBS2 수목 미니시리즈 《각시탈》(연출), KBS2 주말 드라마 《최고다 이순신》(연출 & 영화감독 역), KBS2 수목 미니시리즈 《왕의 얼굴》(공동연출), KBS2 월화 미니시리즈 《화랑》(공동연출), TV조선 주말 미니시리즈 《바벨》(연출), tvN 토일 미니시리즈 《철인왕후》(연출) 등 연출 )

## 등장인물

### 주요 인물
- 염정아 : 어용미 역 - '베스티드 투자증권' 용역 미화원
- 전소민 : 안인경 역 - '베스티드 투자증권' 용역 미화원, 병렬의 옛연인.
- 김재화 : 맹수자 역 - '베스티드 투자증권' 용역 미화원
- 이무생 : 이영신 역 - 미스터리한 내부 정보 거래자
- 나인우 : 이두영 역 - 용미 옛 친구의 사촌 동생

### 투자증권 관련 인물
- 장신영 : 금잔디 역 - '베스티드 투자증권' 감사팀 팀장
- 송재희 : 윤태경 역 - '베스티드 투자증권' 법인영업 1팀 팀장
- 송영창 : 송우창 역 - '창 인터내셔널' 사의 CEO

### 용미 주변 인물들
- 김태우 : 진성우 역 - 용미의 전남편, 공무원. 소연의 두 번째 남편. 연아와 시아의 아버지.
- 윤경호 : 오동주 역 - 사채업자, 유망한 야구선수 출신.
- 하시은 : 부소연 역 - 성우의 현 아내, 공무원. 연아와 시아의 새어머니.
- 갈소원 : 진연아 역 - 용미와 성우의 첫째 딸, 중학생. 시아의 언니. 소연의 의붓딸.
- 김시하 : 진시아 역 - 용미와 성우의 둘째 딸, 연아의 동생. 초등학생. 소연의 의붓딸.
- 길해연 : 모란 역 - 용미의 전 시어머니, 소연의 현 시어머니. 성우의 어머니. 연아와 시아의 친할머니.
- 전국향 : 장경자 역 - 용규와 용미의 어머니, 모란의 전 사돈. 연아와 시아의 외할머니. 성우의 전 장모.
- 윤진호 : 어용규 역 - 용미의 오빠, 경자의 아들.

### 수자 주변 인물들
- 고인범 : 정사장 역 - 수자의 남편, 근우의 아버지.
- 권영찬 : 정근우 역 - 수자의 아들

### 인경 주변 인물들
- 오승윤 : 최병렬 역 - 인경의 전 남자친구

### 투자증권 용역 청소팀
- 김인권 : 천덕규 역 - '베스티드 투자증권' 청소용역업체 관리자
- 박지아 : 석순 역 - '베스티드 투자증권' 용역 미화원
- 김나윤 : 혜숙 역 - '베스티드 투자증권' 용역 미화원
- 손정림 : 복기 역 - '베스티드 투자증권' 용역 미화원
- 황정민 : 금실 역 - '베스티드 투자증권' 용역 미화원

### 그 외 인물
- 미상 : 일원재단 비서 역
- 미상 : 집주인 역
- 미상 : 괴한 역
- 김혜윤 : 하주현 역
- 미상 : 당직 기자 역
- 미상 : 제약 담당 기자 역

## 시청률
최저 시청률과 최고 시청률은 시청률 조사회사와 지역별로 시청률에 차이가 있을 수 있습니다.
| 시즌 | 시즌 | 에피소드 번호 | 에피소드 번호 | 에피소드 번호 | 에피소드 번호 | 에피소드 번호 | 에피소드 번호 | 에피소드 번호 | 에피소드 번호 | 에피소드 번호 | 에피소드 번호 | 에피소드 번호 | 에피소드 번호 | 에피소드 번호 | 에피소드 번호 | 에피소드 번호 | 에피소드 번호 | 평균 |
| 시즌 | 시즌 | 1             | 2             | 3             | 4             | 5             | 6             | 7             | 8             | 9             | 10            | 11            | 12            | 13            | 14            | 15            | 16            | 평균 |
| ---- | ---- | ------------- | ------------- | ------------- | ------------- | ------------- | ------------- | ------------- | ------------- | ------------- | ------------- | ------------- | ------------- | ------------- | ------------- | ------------- | ------------- | ---- |
|      | 1    | 619           | 566           | 498           | 611           | 407           | 640           | 없음          | 492           | 438           | 566           | 574           | 562           | 428           | 585           | 424           | 698           | 507  |

| 2022년 | 2022년   | 2022년         | 2022년       |
| 회차   | 방송일   | AGB 시청률     | AGB 시청률   |
| 회차   | 방송일   | 대한민국(전국) | 서울(수도권) |
| ------ | -------- | -------------- | ------------ |
| 제1회  | 6월 4일  | 2.737%         | 3.084%       |
| 제2회  | 6월 5일  | 2.514%         | 2.267%       |
| 제3회  | 6월 11일 | 2.322%         | 2.687%       |
| 제4회  | 6월 12일 | 2.570%         | 2.500%       |
| 제5회  | 6월 18일 | 1.986%         | 1.893%       |
| 제6회  | 6월 19일 | 2.820%         | 2.350%       |
| 제7회  | 6월 25일 | 2.018%         | -            |
| 제8회  | 6월 26일 | 2.236%         | 1.874%       |
| 제9회  | 7월 2일  | 2.125%         | -            |
| 제10회 | 7월 3일  | 2.787%         | 2.228%       |
| 제11회 | 7월 9일  | 2.478%         | 2.149%       |
| 제12회 | 7월 10일 | 2.566%         | 2.147%       |
| 제13회 | 7월 16일 | 1.978%         | -            |
| 제14회 | 7월 17일 | 2.505%         | 1.979%       |
| 제15회 | 7월 23일 | 1.912%         | 1.747%       |
| 제16회 | 7월 24일 | 3.015%         | 2.257%       |

## 참고 사항
- 윤성식 PD와 송재희는... TV조선 주말 미니시리즈 《바벨》 이후 3년만에 재회한다.

## 같이 보기
- 대한민국의 텔레비전 드라마 목록 (ㄱ)
- 2022년 대한민국의 텔레비전 드라마 목록